# Tristi amori (film)
Tristi amori è un film italiano del 1943 diretto da Carmine Gallone.

## Trama
1880. Giulio Scarli è un avvocato con uno studio legale ben avviato a Ivrea, è dedito solo al lavoro e trascura la moglie Emma dalla quale ha avuto una figlia. Nel suo studio ha assunto il giovane Fabrizio, suo grande amico, che però viene preso da folle amore per Emma ed è ricambiato.
Il padre di Fabrizio è un nobile decaduto che, carico di debiti di gioco, arriva al punto di falsificare la firma di Scarli su una cambiale. Sia Giulio che Fabrizio scoprono in momenti diversi l'esistenza del documento falsificato, a questo punto il giovane decide di vendere un terreno di sua proprietà per la metà del valore pur di non coinvolgere Giulio nello scandalo; mentre Giulio resosi conto della relazione con sua moglie comprende di aver commesso dei grossi errori e decide di farsi da parte.
Emma e Fabrizio partono insieme, ma subito lei è preda dei rimorsi, pensando alla figlia abbandonata e all'onestà del marito, decide dunque di tornare a casa, immolando la propria felicità sull'altare dei doveri coniugali, facendo prevalere il dovere di madre. Giusto in tempo perché la cosa venga messa a tacere.

## Distribuzione
Il film venne distribuito nelle sale cinematografiche italiane a partire dal 7 ottobre 1943.

## Produzione
Il film, tratto dalla commedia omonima di Giuseppe Giacosa, fu girato a Cinecittà. Uscì nelle sale nella seconda metà di ottobre 1943 e fu distribuito fino ai primi mesi del 1944; per motivi bellici le proiezioni furono sospese, ebbe così un nuovo visto della censura il 26 febbraio 1946 che permise di nuovo la sua proiezione.

## Stampa
- Trattandosi di una commedia notissima, Gallone vi si è attenuto il più possibile, aggiungendo soltanto alcune parti spettacolari (il Carnevale di Ivrea, il ballo al Circolo degli avvocati). In complesso si tratta di un film dignitoso e ben fatto [...] Tristi amori ha una sua semplice e armonica tessitura." (Vice, "film", 23 ottobre 1943).
- "Ci sfuggono gli elementi cinematografici riscontrati dal produttore o chi per esso, nel dramma di Giuseppe Giacosa. Non la sostanza morale che è biasimevole in quanto pone in primo piano un adulterio, aggravato dal tradimento di una schietta amicizia, non pochi episodi che trascinano l'azione in un modo dimesso, monotono, statico, pur sul palcoscenico. Forse a suggerire la riduzione per lo schermo, ha contribuito la precedente robusta interpretazione di Luisa Ferida in Gelosia. S'ella possedesse una dizione, pari alla gamma delle espressioni e atteggiamenti potrebbe venire inclusa fra le migliori dello schermo. Senza alcun dubbio questa sensibile artista ha con fine intuito chiaroscurato l'infedele moglie e amorosa madre.[...] Questi appunti, però, non ci impediscono di riconoscerne, nell'immancabile pezzo di risorse ottocentesco - ballo al circolo - una concezione spettacolare e un movimento non disprezzabile; nonché in talune fasi familiari, una rilevante cura nel riprodurre l'atmosfera concepita dall'autore." (M.Meneghini, "L'Osservatore Romano", 20 ottobre 1943)